# La mártir
La mártir (en francés: Le martyr)  es una obra hecha por el escultor Auguste Rodin (1840-1917), fue una de las esculturas más reproducidas por el artista y pertenece a su más importante proyecto escultórico: La puerta del infierno. Una de las características principales de Rodin es la manera tan realista y expresiva de mostrar a sus personajes evocando sentimientos diversos lo que nos remite a Georges Grappe quién lo condujo a crear obras cuya fuerza plástica aflige al espectador
La forma tan exacerbada de los músculos y de los huesos nos muestran a una joven que sufre y agoniza por una muerte "violenta, llena de angustia y desolación".  Esta forma de sufrimiento es captada por su creador varias veces y es una repetitiva en la puerta del infierno, nos evoca emociones muy particulares acerca del dolor en el infierno dantesco y de las almas ambulantes que aún no llegan a su eterna condena.
Las posturas dramáticas en La mártir o El hombre que cae nos recuerdan las diversas investigaciones que hizo el artista en la Morgue para lograr la expresividad buscada aunque también reinventó la forma de sus modelos vivos en las llamadas "posturas imposibles", posturas exageradas y llenas de dramatismo, lo que le da fuerza a sus personajes y los llena de realismo.
Más de 300 piezas conforman la majestuosa Puerta del Infierno y La mártir es una de ellas. Con diversas posiciones: ya sea en forma vertical u horizontal se encuentra de pie muy cerca de El pensador y también en la parte inferior derecha del tímpano. La obra fue retomada posteriormente para otros dos conjuntos Avaricia y lujuria y La fortuna en donde en esta última logró un gran significado.
En esta obra también se puede encontrar la versión pequeña mártir, ubicada en la parte superior izquierda inmersa en la puerta del infierno.